# Shark Tank Brasil
Shark Tank Brasil - Negociando con tiburones es la versión brasileña del programa  estadounidense Negociando con Tiburones, que tuvo su debut el 13 de octubre de 2016, el canal Sony Entertainment Television. El programa es una franquicia internacional que se basa en el formato Dragons' Den, que se originó en Japón en 2001.
La primera temporada de 2016, comenzó a emitirse el 27 de abril de 2017 Rede Bandeirantes. Band transmitió la segunda temporada en 2017.

## Producción

#### Temporada 1–4
La Entertainment Television Sony anunció el 27 de junio de 2016, que comenzaría la producción de la versión brasileña del tanque de tiburones y fue la recepción de solicitudes de empresarios. El reparto de los tiburones para la primera se confirmó más tarde el 6 de septiembre de 2016,  con apariciones regulares por John Appolinário , Arcangeli Cristiana , Robinson Shiba y Sorocaba , teniendo la quinta silla rotatoria entre Camila Farani y Carlos Wizard Martins .
Los emprendedores son desafiados a presentar su negocio a los tiburones para intentar adquirir inversiones e impulsar el crecimiento de la empresa a cambio de una participación porcentual de uno o más tiburones que se convertirán en socios. Hay libertad a los inversores de hacer las propuestas como bien lo entienden, así como los emprendedores pueden tener la libertad de hacer contra-propuestas o rechazar la propuesta en la mesa.
Según Sony, durante la primera temporada de más de 6 millones de reales se invirtieron.
Para la segunda temporada, hubo algunos cambios en el elenco. Se promovieron como miembros regulares Camila Farani y Caito Maia, mientras que Carlos Martins Asistente y Sorocaba (Singer) salieron de la banca de los tiburones. El programa también ganó un presentador: Erick Krominski . Además, algunos empresarios tenían apariciones ocasionales como Luiza Trajano y Edgard Corona. La temporada se estrenó el 22 de junio de 2017. En la cuarta temporada José Carlos Semenzato entró en reemplazo de Robinson Shiba.

#### Temporada 5–6
El 3 de septiembre de 2020 se anunció la producción de quinta temporada la cual contará con 12 episodios. Estrenándose el 20 de noviembre de 2020. Se presentan a Carol Paiffer y Alexandra Baldeh Loras, además Cristiana Arcangeli no regresó al programa después de la cuarta temporada. Alexandra Baldeh Loras no regresó al programa después de su única temporada.
El 30 de julio de 2021 se estrenó el primer especial del programa titulado "Melhores Momentos Shark Tank Brasil", en el cual se conmemoran las historias más memorables de emprendedores que han pasado por el programa en los últimos cinco años. Cada espisodi abarca un tema distinto, como negociaciones en la industria alimentaria, productos inusuales, entre otros. Además cuentan con la presencia de emprendedores que han aparecido con anterioridad en el programa, relatando su experiencia y cómo es su negocio actualmente.
En marzo de 2021 se confirmó la renovación del programa, Sony Channel abrió las inscripciones y anunció que se habían ordenada 13 episodio para la sexta temporada. La sexta temporada se estrenó el 24 de septiembre de 2021. Contando con Alexandra Baldeh Lorasos nuevamente como inversionista invitado, así como también Facundo guerra y Felipe Titto. El programa ahora es presentado por Liutha Miraglia. Esa fue la última temporada en contar con Camila Farani.

#### Temporada 7–9
La séptima temporada se estrenó el 27 de noviembre de 2022. Sony Channel confirmó la producción en mayo de 2022 y anunció la apertura de postulaciones para emprendedores que quieran participar del programa. Además de la anexión de Andra Chayo, socia y directora de Grupo HOPE.
En enero de 2023 Sony Chanel anunció la renovación del programa para una octava temporada, la cual se estrenó el 3 de octubre de 2023. Presenta por primera vez con la empresaria, inversora y escritora Monique Evelle, el director general y fundador de la red Petz, Sergio Zimerman, y Joel Jota, ex nadador de la selección brasileña, empresario y autor de best sellers con más de cinco millones libros vendidos. La novena temporada se estrenó el 4 de octubre de 2024. Alexandra Casoni fue ascendida a tiempo completo.

## Elenco
| Tiburones                  | Temporadas | Temporadas | Temporadas | Temporadas | Temporadas | Temporadas | Temporadas | Temporadas | Temporadas |
| Tiburones                  | 1          | 2          | 3          | 4          | 5          | 6          | 7          | 8          | 9          |
| -------------------------- | ---------- | ---------- | ---------- | ---------- | ---------- | ---------- | ---------- | ---------- | ---------- |
| Sorocaba                   | Principal  |            |            |            |            |            |            |            |            |
| Robinson Shiba             | Principal  | Principal  | Principal  |            |            |            |            |            |            |
| Cristiana Arcangeli        | Principal  | Principal  | Principal  | Principal  |            |            |            |            |            |
| João Appolinário           | Principal  | Principal  | Principal  | Principal  | Principal  | Principal  | Principal  | Principal  |            |
| Camila Farani              | Invitada   | Principal  | Principal  | Principal  | Principal  | Principal  |            |            |            |
| Caito Maia                 |            | Principal  | Principal  | Principal  | Principal  | Principal  | Invitado   |            | Invitado   |
| José Carlos Semenzato      |            |            |            | Principal  | Principal  | Principal  | Principal  | Principal  | Principal  |
| Carol Paiffer              |            |            |            |            | Principal  | Principal  | Principal  | Principal  | Principal  |
| Sandra Chayo               |            |            |            |            |            |            | Principal  |            |            |
| Joel Jota                  |            |            |            |            |            |            |            | Principal  |            |
| Monique Evelle(pt)         |            |            |            |            |            |            |            | Principal  | Principal  |
| Sergio Zimerman            |            |            |            |            |            |            |            | Principal  | Principal  |
| Alexandra Casoni           |            |            |            |            |            |            |            | Invitada   | Principal  |
| Inversores Invitados       |            |            |            |            |            |            |            |            |            |
| Carlos Wizard Martins      | Invitado   |            |            |            |            |            |            |            |            |
| Edgard Corona              |            | Invitado   |            |            |            |            |            |            |            |
| Luiza Trajano              |            | Invitada   | Invitada   |            | Invitada   |            |            |            |            |
| Roberto Justus             |            |            |            | Invitado   |            |            |            |            |            |
| Caio Castro                |            |            |            |            | Invitado   |            |            |            |            |
| Alexandra Baldeh Loras     |            |            |            |            | Invitada   | Invitada   |            |            |            |
| Facundo Guerra             |            |            |            |            |            | Invitado   |            |            |            |
| Felipe Titto               |            |            |            |            |            | Invitado   | Invitado   |            |            |
| Bruno "PH" Bittencourt(pt) |            |            |            |            |            |            |            | Invitado   |            |
| Luiza Helena Trajano       |            |            |            |            |            |            |            | Invitada   |            |

## Episodios
| Temporada | Temporada | Episodios | Transmisión              | Transmisión              |
| Temporada | Temporada | Episodios | Inicio                   | Final                    |
| --------- | --------- | --------- | ------------------------ | ------------------------ |
|           | T1        | 16        | 10 de octubre de 2016    | 26 de enero de 2017      |
|           | T2        | 13        | 22 de junio de 2017      | 14 de septiembre de 2017 |
|           | T3        | 16        | 17 de agosto de 2018     | 21 de diciembre de 2018  |
|           | T4        | 16        | 28 de junio de 2019      | 14 de octubre de 2019    |
|           | T5        | 13        | 20 de noviembre de 2020  | 12 de abril de 2021      |
|           | Especial  | 8         | 30 de julio de 2021      | 17 de septiembre de 2021 |
|           | T6        | 13        | 24 de septiembre de 2021 | 17 de diciembre de 2021  |
|           | T7        | 13        | 25 de agosto de 2022     | 17 de noviembre de 2022  |
|           | T8        | 10        | 3 de octubre de 2023     | 5 de diciembre de 2023   |
|           | T9        | 10        | 4 de octubre de 2024     | 6 de diciembre de 2024   |